# Malaysia Open 1952
Die Malaysia Open 1952 im Badminton fanden Anfang August 1952 in Singapur statt.

## Finalergebnisse
| Disziplin    | Sieger                     | Finalist                     | Ergebnis            |
| ------------ | -------------------------- | ---------------------------- | ------------------- |
| Herreneinzel | Wong Peng Soon             | Abdullah Piruz               | 15-8, Aufgabe       |
| Dameneinzel  | Cecilia Samuel             | Helen Heng                   | 11-9, 9-12, 12-9    |
| Herrendoppel | David Choong Law Teik Hock | Loong Pan Yap Chee Phui Hang | 15-5, 15-5          |
| Damendoppel  | Amy Choong Queenie Cheah   | Helen Heng Mary Sim          | 15-9, 15-2          |
| Mixed        | Ong Poh Lim Cecilia Samuel | Abdullah Piruz Queenie Cheah | 15-4, 1-2 (Aufgabe) |